# Pseudohyaleucerea sithon
Pseudohyaleucerea sithon är en fjärilsart som beskrevs av Druce 1884. Pseudohyaleucerea sithon ingår i släktet Pseudohyaleucerea och familjen björnspinnare. Inga underarter finns listade.